# ریش‌آبی (فیلم ۱۹۰۱)
ریش‌آبی (فرانسوی: Barbe-Bleue‎) فیلم صامت کوتاه فرانسوی در ژانر ترسناک محصول سال ۱۹۰۱ ساخته ژرژ ملی‌یس است که بر اساس داستان پریان شارل پرو با نام «ریش آبی» ساخته شده است.